# Rudy Burgwal

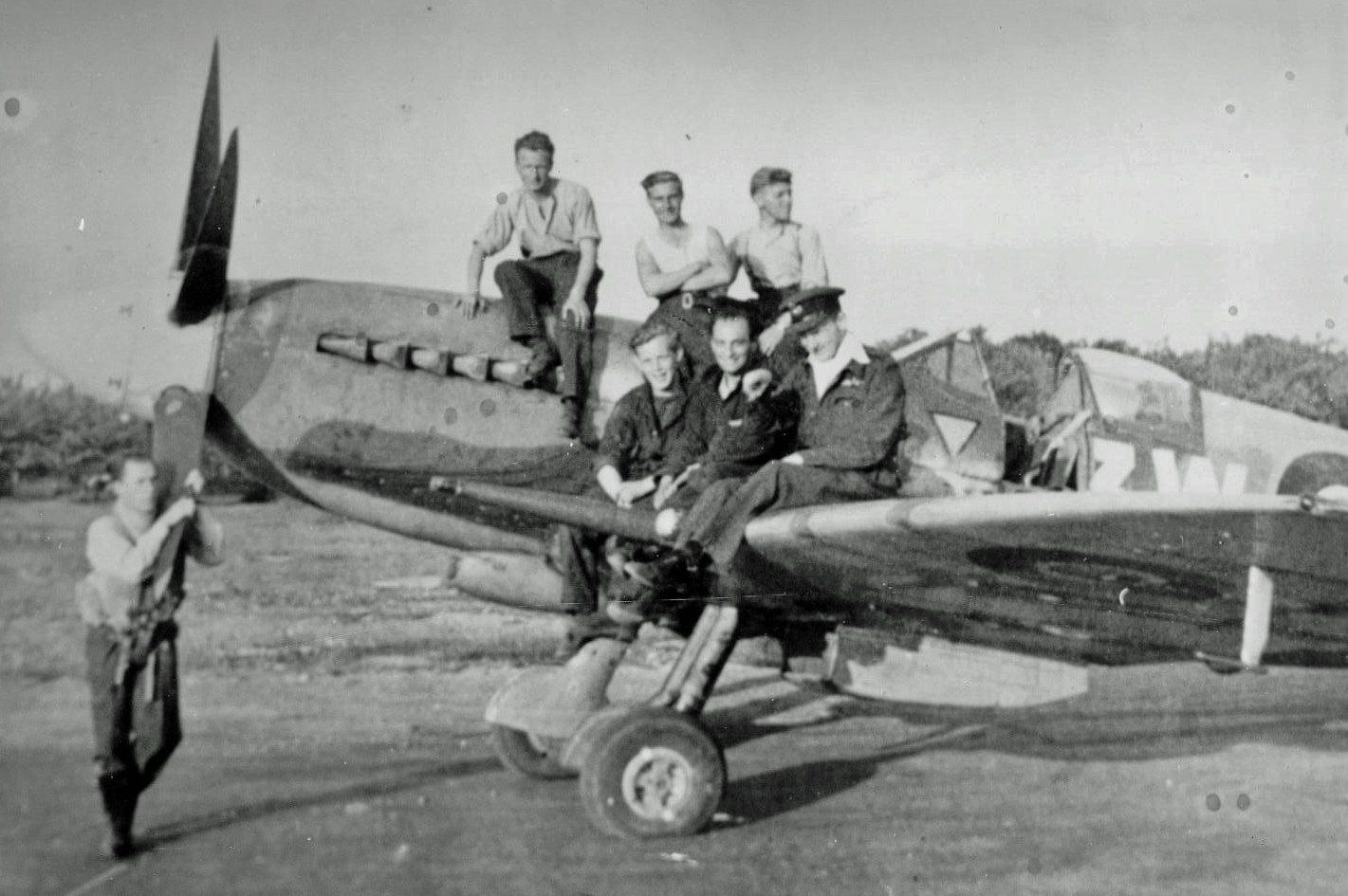
Rudi Burgwal, staande naast de propeller

Rudolph Frans (Rudi, Rudy) Burgwal (Soerabaja, 27 september 1917 – Le Genest-Saint-Isle, 12 augustus 1944) was Engelandvaarder en piloot.
Burgwal werd geboren in Nederlands-Indië. In 1933 kwamen zijn ouders naar Den Haag, waar zij in de Bomenbuurt gingen wonen. Toen de Tweede Wereldoorlog uitbrak, studeerde hij in Leiden met onder andere Bob van der Stok.

## Engeland

### Overtocht
In mei 1941 wilden schipper Sietse Rienksma en Kees Waardenburg met de Westlander Nooit Volmaakt de oversteek naar Engeland maken. Theo Vrins (werd gezocht), Bob van der Stok (had een kompas) en Burgwal (had benzine) wilden mee. Hun schip liep vast op zandbank de Roggenplaat bij Schouwen-Duiveland waarna ze door de Duitsers werden ontdekt. Die waren goedgelovig toen de heren beloofden zich bij de Ortskommandant in Veere te melden zodra het vloed werd en ze weer los waren. De belofte werd niet nagekomen.
Op 3 september werd met een andere boot een nieuwe poging gewaagd door Rienksma, Waardenburg en Burgwal. Bij aankomst in Londen kregen ze eerst onderdak op Eaton Square 82, waar de Nederlandse Inlichtingendienst was gestationeerd.

### Londen
Op 13 oktober 1941 werd Burgwal op het buitenverblijf van koningin Wilhelmina ontboden. Bij aankomst bleek dat Bébé Daniels, Frits Stumpff, Dick ter Beek en François van 't Sant iets eerder gearriveerd waren. Tijdens een wandeling door de tuin werden de heren door de koningin ondervraagd over de toestanden in Nederland. Van 't Sant bracht hen weer terug naar Londen. Een dag later begon Burgwal zijn dagboek, dat hij zelf geen dagboek wilde noemen, te schrijven. Hij wilde graag de belangrijke momenten vastleggen.
Op 16 april werd Burgwal voorgesteld aan prins Bernhard. Deze vroeg hem wat zijn toekomstplannen waren. Burgwal aarzelde nog of hij liever bij de RAF wilde of bij het tank-corps. De keuze viel op de RAF.
Op de BBC vertelden ze hun ontsnappingsverhaal, Waardenburg als 'Maart', Stumpff als 'De Kale' en Burgwal als 'Flip'. Het interview werd geleid door Lou de Jong. Een deel werd op Radio Oranje herhaald voor de 3 oktober-viering.
Van Eaton Square verhuisden Stumpff en Burgwal naar Sloane Square, waar zij een kamer namen in het Royal Court Hotel. Daarna splitsten hun wegen zich tijdelijk en woonde Burgwal even op kamers in Hans Road. Al in oktober vonden Burgwal, Strumpff en Loek Labruyère samen een flat in St James' Court. In afwachting van zijn detachering naar de RAF sprak hij regelmatig voor Radio Oranje en voor Brandaris. Strumpff ging naar Indië. Zijn plaats in de flat werd ingenomen door Kees Waardenburg, die op 3 september met hem uit Nederland ontsnapte.

### RAF

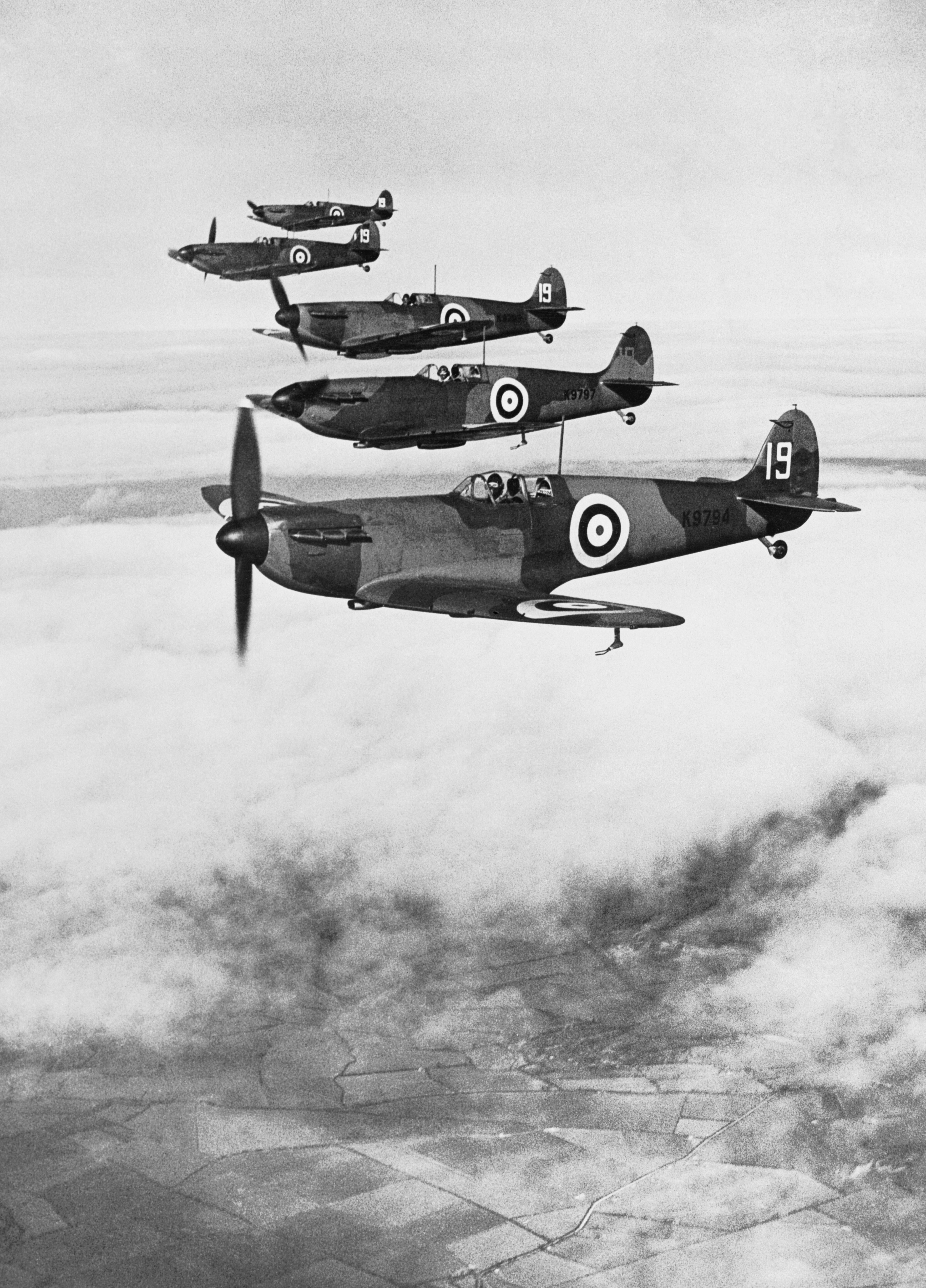
Spitfire

Op 6 november 1941 werd Burgwal naar de Nederlandsche Delegatie op Portland Square ontboden. Aanwezig waren koningin Wilhelmina, prins Bernhard, Admiraal Furstner, Vice-Admiraal Doorman en Burgwals varensgezellen. Met uitgebreid ceremonieel kregen de Engelandvaarders het Bronzen Kruis opgespeld.
Op 15 november 1941 werden Burgwal en Waardenburg op het Ministerie van Oorlog in Arlington House beëdigd ten overstaan van de Kapitein van de Generale Staf. Daarna moest hij een 12-weekse cursus in Cambridge volgen. In januari 1942 slaagde hij als beste voor het examen, waarna weer acht weken niets gebeurde. Burgwal werd ongeduldig en wilde graag actief aan de oorlog deelnemen. Toen Japan in de oorlog betrokken raakte, vroeg hij ontslag van de RAF om naar Indië te kunnen gaan, maar het ontslag werd geweigerd. Hij werd overgeplaatst naar Desford Aerodrome, waar hij een elementaire vliegtraining kreeg op de Tiger Moth.
Op weg naar New York werd op zondag 21 juni alarm geslagen. Er vielen dieptebommen en een U-boot werd getroffen. Het was zijn eerste confrontatie met de oorlogsvoering. Vanuit New York vervolgde hij zijn reis per Pullman-trein richting Canada. Daar wachtte meer training, overdag formatievliegen en aerobatics, verder nachtvliegen. Hij vloog daar in Supermarine Spitfires.
Burgwal werd geplaatst in het 322 Dutch Squadron RAF en maakte in mei 1943 zijn eerste solo vlucht. Vanaf 1 januari 1944 zat hij bij de '11 Group Fighter Command' bij Dover, met mooi weer konden ze de Franse kust zien. In 6 januari 1944 mocht hij zijn eerste vlucht boven vijandelijk gebied maken. Op 7 januari vlogen ze naar Cherbourg en enkele dagen later via Le Touquet naar St Omer, waar ze met veel afweergeschut werden ontvangen. Een van de bommenwerpers wordt getroffen, drie van de vijf bemanningsleden slaagden erin met de parachute te ontsnappen. Nog twee andere werden getroffen, maar daar sprong niemand uit.
Burgwal werd op 26-jarige leeftijd neergeschoten, terwijl hij een Lancaster escorteerde naar Orléans.

## Onderscheiden
- Bronzen Kruis (6 november 1941)